# Ноукс, Кэролайн
Кэролайн Фиона Элен Ноукс (англ. Caroline Fiona Ellen Nokes), урождённая Перри (англ. Perry; род. 26 июня 1972, Линдхерст, Гэмпшир) — британский политик, член Консервативной партии, младший министр иммиграции с правом участия в заседаниях Кабинета министров (2018—2019).

## Биография
Дочь бывшего британского евродепутата Роя Перри, вместе со своей сестрой Элизабет в молодости работала в его брюссельском офисе.
С 1991 по 1994 год изучала политику в Суссекском университете. До 2009 года возглавляла Национальное общество владельцев пони. В 1999 избрана в местный совет Тест-Вэлли, в 2005 году предприняла неудачную попытку избрания в Палату общин от Консервативной партии в округе Ромси (этому предшествовал аналогичный провал в округе Саутгэмптон Итчен на выборах 2001 года)
По итогам парламентских выборов 2010 года победила в округе Ромси и Саутгэмтон Норт, получив 49,7 % голосов против 41,3 % у сильнейшей из соперников — либеральной демократки Сандры Гидли.
8 января 2018 года в ходе массовых перестановок во втором кабинете Терезы Мэй назначена младшим министром иммиграции.

## Личная жизнь
В 1995 году Кэролайн Перри вышла замуж за ландшафтного дизайнера Марка Ноукса, в их семье появилась дочь Табита. В 2010 году пара пережила кризис из-за обвинений в прессе по поводу супружеской неверности Кэролайн, и в 2012 году брак распался.